# NGC 1998
NGC 1998 è una galassia lenticolare situata nella costellazione del Pittore, a una distanza di circa 221 milioni di anni luce dalla nostra Via Lattea.

## Scoperta
La galassia è stata scoperta il 28 dicembre 1834 dall'astronomo britannico John Herschel.